# Моховой агат

Моховой агат (лат. Agata muschiata, также известен как дендритовый агат, мокка-агат, дендритовый камень, моккский камень, моховой камень, моховик) — одна из природных разновидностей кремнезёма, представляет собой скрытокристаллический агрегат халцедона и кварца тонкозернистой текстуры с древовидными включениями других минералов. Ювелиры называют моховым агатом также разновидности халцедона без явной слоистости, но с различными включениями, создающими конкретный рисунок.
Зелёный моховой агат - это агат с хлоритовыми включениями, образующими узор, напоминающий мох.
Высококачественные экземпляры обрабатываются кабошоном и используются для вставок в ювелирные изделия. Сравнительно недорогой поделочный камень.

## Месторождения
Иджеван в Армении.